# Gut Zeisigberg

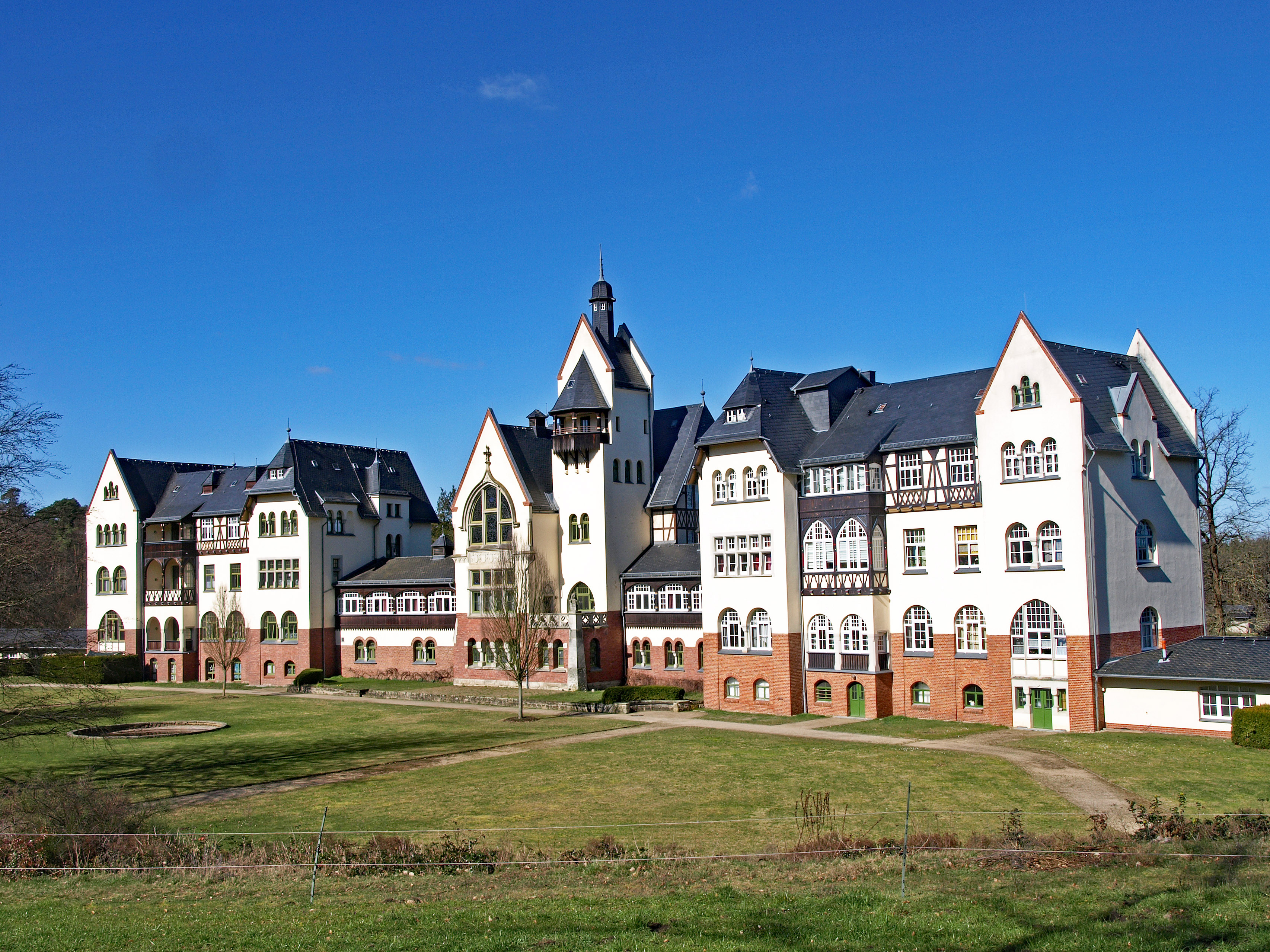
Das Gut Zeisigberg im März 2020

Das Gut Zeisigberg am Zeisigberg 6 in Müllrose im Landkreis Oder-Spree ist eine ehemalige Lungenheilstätte. Das denkmalgeschützte Bauensemble wurde Anfang des 20. Jahrhunderts errichtet.

## Geschichte

### Lungenheilanstalt
Zu Beginn des 20. Jahrhunderts wurde von der Ortskrankenkasse für den Gewerbebetrieb der Kaufleute, Handelsleute und Apotheker Berlin ein 33 Hektar großes Grundstück im Stadtforst von Müllrose angekauft, das mit einer Lungenheilanstalt bebaut werden sollte. Dies war das erste Mal in Deutschland, dass eine Ortskrankenkasse sich eine eigene Heilanstalt zulegte. Die Heilstätte verfügte, nachdem sie fertiggestellt war, über hundert Betten, von denen 58 für Männer und 42 für Frauen vorgesehen waren.
Mit der Planung wurde das in Hannover ansässige Architektenbüro Brandes & Hakenholz beauftragt, das von Hohenlychen her bereits Erfahrung mit Heilstättenarchitektur hatte. Paul Brandes und Paul Hakenholz entwarfen eine Anlage, die vom Jugendstil geprägt war. Sehenswerte Schmuckelemente sind etwa an den Säulen der überdachten Verbindung zwischen Mitteltrakt und Nordflügel zu finden: Ihre Kapitelle sind mit Tiermotiven bekrönt. Die Bauwerke wurden außerdem mit Fresken aus Sandstein verziert, und an einem Balkon ist der Berliner Bär mit einem Wappenschild zu sehen. Zum Gesamteindruck trugen auch die Bleiverglasungen bei.
Die Anstalt wurde am 20. Oktober 1907 eingeweiht; der erste Chefarzt war Hellmuth Ulrici. Er wirkte bis 1912 in der Heilstätte. Als offenbar den teuren Sanatorien mit ihren zeitaufwändigen Behandlungen der Vorwurf gemacht wurde, ihre Statistiken geschönt zu haben, meldete Ulrici sich in der Berliner klinischen Wochenschrift zu Wort: „Man hat den Heilstätten oft den Vorwurf gemacht, dass sie ihre hervorragenden Erfolge der Behandlung zahlreicher Pfleglinge zuzuschreiben hätten, die nicht tuberkulös seien […] ihr Krankenmaterial suchen sie sich nicht selbst aus. An der Berechtigung solcher Kritik ist nicht zu zweifeln. In der Heilstätte Müllrose wurden 1907–1912 unter 2000 Pfleglingen von mir 35 pCt. nicht tuberkulös befunden.“ Er habe einen Studenten namens Bohmeyer zu einer Dissertation über dieses Thema angeregt, der über 100.000 Heilstätteninsassen untersucht habe. Das Ergebnis: „71,4 pCt. geschlossene Tuberkulosen vertragen wohl eine recht kritische Betrachtung, wie oft eine behandlungsbedürftige Tuberkulosekrankheit vorliegt und ob die Behandlung den kostspieligen Heilstättenapparat erforderte. Andererseits“ würden „den Anstalten aber auch recht zahlreiche Kranke überwiesen, deren Leiden für eine Heilbehandlung viel zu weit fortgeschritten“ sei. Zwei Jahre später wurde der Ton schärfer und die Forderung erhoben, „die nicht zweifellos Lungentuberkulosekranken“ „vom Heilverfahren auszuschließen“, während Erkrankte des dritten Stadiums und Kranke, bei denen Komplikationen bestünden, den Anstalten nur nach einer Vorauswahl und „stets nur versuchsweise, also auf vier Wochen, überwiesen werden sollten.“
Im Ersten Weltkrieg wurden offenbar Sanatoriumsbetten für Verwundete zur Verfügung gestellt; gleichzeitig scheint aber der Heilstättenbetrieb weitergeführt worden zu sein, denn noch 1916 tauschten sich Fachärzte über die Versorgung der Tuberkulosekranken in den Heilstätten mit Nahrungsmitteln, insbesondere mit Eiweiß, aus. Aus Müllrose berichtete damals Dr. Starkloff.

#### Tierfriedhof

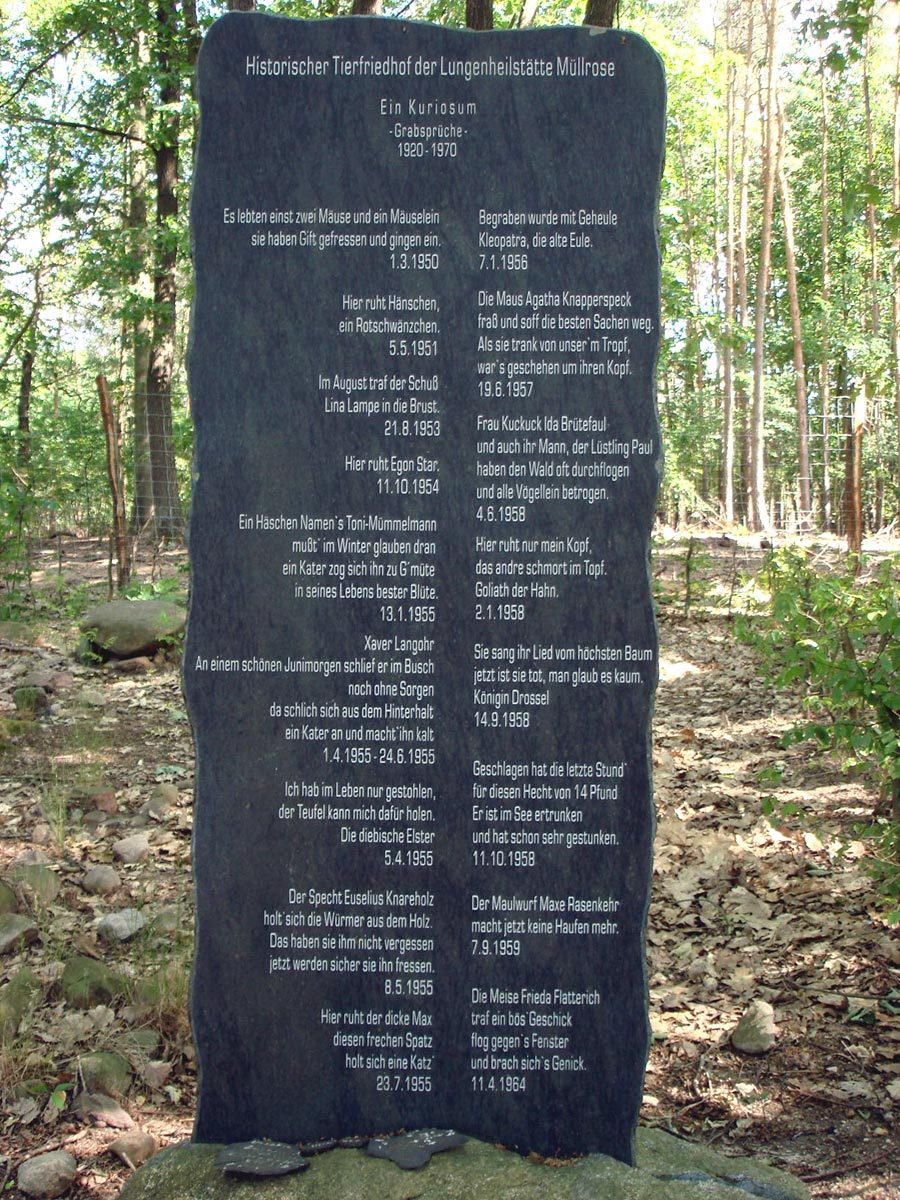
Informationstafel zum Tierfriedhof im Jahr 2011

Offenbar ging es vielen Sanatoriumspatienten gut genug, dass sie erhebliche Langeweile empfinden konnten. Sie legten, passend zu den Verzierungen der Gebäude, einen Tierfriedhof auf dem Gelände der Heilstätte an. Dort wurden Tiere, die tot aufgefunden oder auch absichtlich getötet worden waren, bestattet und erhielten kleine Grabmonumente. Einem Hasen wurde etwa in einer Grabinschrift der Name „Xaver Langohr“ verliehen, eine Maus mit den Versen „Die Maus Agatha Knabberspeck fraß und soff die besten Sachen weg. Als sie trank von unserem Tropf, war es geschehen um ihren Kopf“ bedacht, was vermuten lässt, dass die Anstaltspatienten nicht ganz unschuldig am Tod des Tierchens waren. Der Brauch dieser Tierbestattungen soll etwa in den 1920er Jahren aufgekommen sein und mehrere Jahrzehnte lang gepflegt worden sein. Die Tiere wurden von einem Zug verkleideter Patienten in kleinen Särgen zu Grabe getragen. Dass diese Veranstaltungen sich einer gewissen Beliebtheit erfreuten, lag wohl unter anderem daran, dass sich hier Patienten beider Geschlechter beteiligen konnten, die ansonsten wenig Kontakt zueinander hatten und das Gelände auch nur mit einem vom Arzt ausgestellten Ausgangsschein verlassen durften. Der Geschäftsführer der Entwicklungsgesellschaft für Gesundheit und Soziales kündigte im Jahr 2008 an, im Zuge der Sanierungsmaßnahmen zur Rettung des Ensembles würden auch die Grabsteine des Tiefriedhofes wieder aufgefrischt und diese kuriose, 12 mal 9 Meter große Anlage zugänglich gemacht werden.

### Feierabend- und Pflegeheim
Nachdem die Fälle von Tuberkulose zurückgegangen und andere Therapien als Sanatoriumsaufenthalte dafür entdeckt worden waren, wurde das Gut Zeisigberg 1974 in ein staatliches Feierabend- und Pflegeheim umgewandelt. Es diente fortan als Kreispflegeheim des Landkreises Eisenhüttenstadt. Da die Anlagen nicht mehr dem Stand der Zeit entsprachen und ein erheblicher Sanierungsrückstand bestand, wurden die Baulichkeiten nach dem Untergang der DDR bis etwa 1993 generalsaniert. Im Gegensatz zu anderen Heilstätten auf dem Gebiet der ehemaligen DDR war die Anlage in Müllrose schon vor 1991 unter Denkmalschutz gestellt worden.
1993 nahm die Entwicklungsgesellschaft für Gesundheit und Soziales ihren Sitz auf Gut Zeisigberg. Diese Gesellschaft war gegründet worden, um den Standort weiterzuentwickeln. Nachdem ab 1997 Grund und Boden erworben werden konnte, war die Gesellschaft in der Lage, ein Gesamtkonzept für die Ausgestaltung des Gutes umzusetzen.
2007 konnten die Gebäude am Tag des Offenen Denkmals besichtigt werden.